# Chrysolina vernalis
Chrysolina vernalis is een keversoort uit de familie bladkevers (Chrysomelidae). De wetenschappelijke naam van de soort werd in 1832 gepubliceerd door Gaspard Auguste Brullé.